# Вяткин, Валерий Викторович
Вале́рий Ви́кторович Вя́ткин (род. 27 мая 1956 года, город Яранск, Кировская область, РСФСР, СССР) — российский историк, публицист, краевед, журналист. Специалист в области истории Русской церкви, истории Пермского края. Кандидат исторических наук, член Союза писателей России (c 2003 года). Автор 9 книг (по состоянию на 2012 год). Доцент, исполняющий обязанности заведующего кафедрой гуманитарных и социально-экономических дисциплин Пермского института железнодорожного транспорта (Уральского государственного университета путей сообщения). Доцент Пермского государственного медицинского университета им. Е. А. Вагнера.

## Биография
Валерий Викторович Вяткин родился 27 мая 1956 года в городе Яранске (Кировская обл., РСФСР, СССР). Окончил экономический факультет Пермского университета.
Работал преподавателем в ряде образовательных учреждений города Перми: в средней школе, химико-технологическом и авиационном техникумах, Уральском государственном университете путей сообщения, государственной медицинской академии. Являлся исполнительным секретарём Межконфессионального консультативного комитета Пермской области, членом Совета Пермской областной организации ВООПИиК.
В 2005 году защитил диссертацию на соискание учёной степени кандидата исторических наук по теме «История Пермской епархии в XIX — начале XXI века: формы и методы церковной деятельности, государственно-церковные отношения» (специальность 07.00.02 — Отечественная история).
Увлекается орнитологией, ведением дневниковых записей.

## Основные труды

### Книги
- Вяткин В. В. Величие и трагедия Уральского Афона: история Белогорского монастыря. — Пермь: 2000 (2-е изд. 2000).
- Вяткин В. В. Подвигом добрым подвизался. Светлой памяти протоиерея Григория Георгиевича Ахидова. — Пермь: 1998.
- Вяткин В. В. Пермской епархии — 200 лет: (краткий ист. очерк). — Пермь: 1999.
- Вяткин В. В. Ставший символом Перми: Спасо-Преображенский кафедральный собор. — Пермь: 1999.
- Вяткин В. В. Пермские архипастыри-новомученики. — Пермь: 2000.
- Вяткин В. В. Путём совершенной любви. От Перми до Шанхая: Светлой памяти игуменьи Руфины (Кокоревой). — Пермь: 2000.
- Вяткин В. В. Род ищущих Господа: история Пермского Успенского женского монастыря. — Пермь: 2001.
- Вяткин В. В. Христовой церкви цвет благоуханный: жизнеописание преподобномученицы Великой Княгини Елисаветы Фёдоровны. — М.: 2001.
- Вяткин В. В. В жизнь бесконечную: обряды погребения. — Пермь: 2005.

### Некоторые научные статьи и рецензии
- Вяткин В. В. Обзор фондов архива Пермского епархиального управления // Документальная память эпохи. — Пермь: 1999. С.23—24.
- Вяткин В. В. Пермской епархии — 200 лет // Страницы прошлого: Избр. материалы краеведческих Смышляевских чтений в Перми. Вып. 2. — Пермь: 1999. С. 72—79.
- Вяткин В. В. Опыт межконфессионального взаимодействия в Пермской области // Свобода совести и обеспечение межрелигиозного взаимопонимания. — М.: 2001. С. 94—98.
- Вяткин В. В. Русская Православная Церковь и Пермская епархия // Традиционные религии Прикамья. — Пермь: 2003. С. 7—18.
- Вяткин В. В. К истории межконфессиональных отношений в Прикамье // Религия в истории г. Перми (до 1917 г.): материалы ист. слушаний, посвящённых 280-летию города Перми. — Пермь: 2003. С. 11—16.
- Вяткин В. В. Пермская епархия в годы хрущёвских гонений на церковь (1958—1964) // Вехи христианской истории Прикамья: материалы чтений, посвящённых 540-летию крещения Перми Великой. — Пермь: 2003. С.93—102.
- Вяткин В. В. Церковная тематика в пермской периодике конца XIX — начала XX веков // Периодическая печать Пермской области: история и современность. — Пермь: 2003. С.68—70.
- Вяткин В. В. Трудный путь Пермской духовной семинарии // Страницы прошлого: Избр. материалы краеведческих Смышляевских чтений в г. Перми. Вып. 4. — Пермь: 2003. С. 38—48.
- Вяткин В. В. Труды пермского монашества // Преподобный Серафим Саровский в современном мире. — Пермь: 2003. С. 43—50.
- Вяткин В. В. Пермская епархия в годы Великой Отечественной войны // Религия в изменяющейся России. Т. 1. — Пермь: 2004. С. 142—146.
- Вяткин В. В. Эволюция духовных консисторий: ХVIII — начало ХХ века // Преподавание истории в школе: спец. выпуск. — 2008. — № 2. — С. 42—46;
- Вяткин В. В. Сопротивление разгрому церкви в 1920—1930’е гг. (на материалах Урала) // Преподавание истории в школе: спец. выпуск. — 2008. — № 2. — С. 62—65;
- Вяткин В. В. Государственно-церковные отношения при Временном правительстве // Государственная служба. 2008. № 4. С. 196—202.
- Вяткин В. В. Церковь на Урале и вооружённые силы России в XIX — начале XX в. // Вестник Пермского университета. 2008. № 7 (23). С. 77—81.
- Vyatkin V. V. Three Epochs In State-Church Dialogue // Преподавание истории в школе. 2009. № 1. С. 36—43.
- Вяткин В. В. Военная карьера великого князя // Военно-исторический журнал. 2009. № 12. С. 48—50.
- Вяткин В. В. Первые синодальные обер-прокуроры // Вопросы истории. 2009. № 12. С. 145—151.
- Вяткин В. В. Советский тип государственно-церковных отношений. Курс на разрушение церкви. (1917—1939 гг.) // Вестник Томского государственного университета. 2009. № 322. С. 92—95.
- Вяткин В. В. Епархиальные архиереи и секретари духовных консисторий в первой половине XIX века: анализ конфликтности в отношениях // Вестник Балтийского федерального университета имени И. Канта. Серия: Гуманитарные и общественные науки. 2010. № 12. С. 7—10.
- Вяткин В. В. Церковная политика Анны Иоанновны // Вопросы истории. 2010. № 8. С. 91—101.
- Вяткин В. В. Синодальные обер-прокуроры при Екатерине II// Вестник Челябинского государственного университета. История. 2011. № 1. С. 107—113.
- Вяткин В. В. Краткий век пролетарского монархизма // Преподавание истории в школе. 2011. № 8. С. 25—29.
- Вяткин В. В. Богословие и проблема современной историографии // Вопросы истории. 2011. № 11. С. 172—174.
- Вяткин В. В. Великий князь Сергей Александрович и изобразительное искусство // Художник. 2011. № 1. С. 30—35.
- Вяткин В. В. Губернаторы и православные иерархи: диалог в синодальный период // Клио. 2011. № 1 (52). С. 94—99.
- Вяткин В. В. Великий князь Сергей Александрович: к вопросу о его нравственном становлении // Известия Алтайского государственного университета. 2011. № 4/1 (72). С. 34—40.
- Вяткин В. В. Что выше — священство или царство? // Вестник архивиста. 2012. № 2 (118). С. 304—307.
- Вяткин В. В. Социальные последствия обогащения церкви в России в XV—XVIII вв. // Вопросы истории. 2013. № 1. С. 54—63.
- Вяткин В. В. Алексей Иванович Мусин-Пушкин // Вопросы истории. 2013. № 9. С. 20—32.
- Вяткин В. В. Александр Андреевич Спицын // Вопросы истории. 2014. № 12. С. 38—50.
- Вяткин В. В. Иван Иванович Мелиссино // Вопросы истории. 2015. № 4. С. 26—40.
- Белавин А. М., Вяткин В. В. Письма А. А. Спицына Ф. А. Теплоухову в Государственном архиве Пермского края // Вятский государственный университет. Вестник гуманитарного образования. 2019. № 1. С. 64—78.
- Вяткин В. В. История, берущая за живое. Жизнь и фронтовой путь Александра Игнатьевича Вяткина (30 августа 1923 — 2 мая 1945) // Отечество (газета, г. Яранск Кировской области). 2 мая 2025. № 18. С. 9—12.

### Перечень публикаций в «Независимой газете»
- Перечень публикаций в Независимой газете на сайте газеты

### Проза
- Вяткин В. В. Зарисовки // Наш край. — Яранск (Кировская область): 2002. № 6. С. 20—24.
- Вяткин В. В. Наедине с природой. Миниатюры // Отечество (газета, г. Яранск). 2002. 17 октября. № 125. С. 2.
- Вяткин В. В. В кругу заветной красоты. Миниатюры // Литературная Пермь (альманах, г. Пермь). 2004. № 2. С. 218—221.
- Вяткин В. В. В кругу заветной красоты: лирические миниатюры о природе. — Пермь: 2005.
- Вяткин В. В. Лирические миниатюры // Литературная Пермь. 2005. № 3. С. 310—312.
- Вяткин В. В. Миниатюры // Звезда («С», газета, г. Пермь)). 2006. 19 августа. № 46. С. 7.
- Вяткин В. В. Прогулки по Перми. Миниатюры // Литературная Пермь. 2006. № 4. С. 270—278.
- Вяткин В. В. В кругу заветной красоты. Миниатюры // Луч (газета, г. Пермь). 2007. Август. № 8. С. 7.
- Вяткин В. В. Ищу безмолвия. Миниатюры // Литературная Пермь. 2010. № 6—7. С. 273—274.
- Вяткин В. В. Во глубине Прикамских руд // Литературная Пермь. 2011. № 8—9. С. 379—380.
- Вяткин В. В. Акафист Матфею Яранскому // Наш край. 2012. № 10. С. 3—10.
- Вяткин В. В. Се человек. Заметки из книги «Раздумья на ходу» // Литературная Пермь. 2013. № 12—13. С. 196—216.
- Вяткин В. В. Петербург начинается в провинции. Записки на ходу // Литературная Пермь. 2018. № 23. С. 112—132.
- Вяткин В. В. Яранские зарисовки, или Месяц в родном краю // Отечество. 21 сентября 2019. № 76. С. 7; 28 сентября 2019. № 78. С. 7; 5 октября 2019. № 80. С. 3.
- Вяткин В. В. Беру урок у воробья. Миниатюры // Отечество. 17 июля 2021. № 57. С. 8.
- Вяткин В. В. Выстраданные надежды. Миниатюры // Отечество. 24 июля 2021. № 59. С. 8.
- Вяткин В. В. С добрым утром, Яранск! Записки о городе бывшего яранича // Отечество. 18 сентября 2021. № 75. С. 8.
- Вяткин В. В. В надежде на откровения. Миниатюры // Пермский писатель (газета, г. Пермь). 13 октября 2021. № 3. С. 2; 17 ноября 2021. № 4, С. 2.
- Вяткин В. В. Отнюдь не скучная зима. Миниатюры // Отечество. 12 февраля 2022. № 12. С. 7.
- Вяткин В. В. Волнующая поступь весны. Миниатюры // Отечество. 14 мая 2022. № 38. С. 7.
- Вяткин В. В. В ожидании чуда. Майские и июньские зарисовки // Отечество. 25 июня 2022. № 50. С. 7.
- Вяткин В. В. Когда торжествует прекрасное. Летние зарисовки // Отечество. 9 сентября 2022. № 71. С. 8; 17 сентября 2022. № 73. С. 8.
- Вяткин В. В. На берегах Невы и Камы. Записки о разном // Литературная Пермь. 2022. № 30. С. 39—47.
- Вяткин В. В. Благодарю осень. Совсем не случайные зарисовки // Отечество. 22 октября 2022. № 83. С. 7; 29 октября 2022. № 85. С. 7.
- Вяткин В. В. Удивление, которое не забыть // Отечество. 3 декабря 2022. № 94. С. 7.
- Вяткин В. В. Улыбка та всё не меркнет. Воспоминания о жизни в Яранске // Отечество. 4 февраля 2023. № 10. С. 7.
- Вяткин В. В. Не счесть художеств зимы. Памятные впечатления // Отечество. 18 февраля 2023. № 14. С. 7.
- Вяткин В. В. В поисках утраченной правды. Новые зимние впечатления // Отечество. 18 марта 2023. № 22. С. 7.
- Вяткин В. В. Весна опять вдохновляет. Записки о настоящем и прошлом // Отечество. 22 апреля 2023. № 32. С. 7.
- Вяткин В. В. Святая святых моей памяти. Педагоги яранской школы № 2 // Отечество. 6 мая 2023. № 36. С. 7.
- Вяткин В. В. Непритязательные акварели. Весенние и летние зарисовки // Отечество. 17 июня 2023. № 48. С. 8.
- Вяткин В. В. Радуюсь продолжению жизни. Записки от щедрот лета // Отечество. 5 августа 2023. № 62. С. 7.
- Вяткин В. В. Вдохновение приходит и в августе. Как изумительны в Яранске вечера // Отечество. 9 сентября 2023. № 72. С. 8.
- Вяткин В. В. Прощание в сентябре. Очень разные зарисовки // Отечество. 7 октября 2023. № 80. С. 8.
- Вяткин В. В. Слушая шелест осенней листвы. Разные октябрьские зарисовки // Отечество. 4 ноября 2023. № 88. С. 7.
- Вяткин В. В. Во сне и наяву. Ноябрьские записки // Отечество. 2 декабря 2023. № 96. С. 7.
- Вяткин В. В. Уроки жизни в Яранске. Воспоминания «блудного сына» // Отечество. 6 января 2024. № 2. С. 6—7.
- Вяткин В. В. Время ждать и надеяться // Отечество. 17 августа 2024. № 66. С. 7; 24 августа 2024. № 68. С. 7.
- Вяткин В. В. Сорок часов в Яранске. Самые памятные впечатления // Отечество. 21 сентября 2024. № 76. С. 7.
- Вяткин В. В. Наслаждаясь тишиной. Записки «из кармана» // Отечество. 28 сентября 2024. № 78. С. 7.
- Вяткин В. В. Поверх печалей. Осенние мотивы // Отечество. 19 октября 2024. № 84. С. 7.
- Вяткин В. В. Любовь возвращается. Октябрьские и ноябрьские зарисовки // Отечество. 16 ноября 2024. № 92. С. 7.
- Вяткин В. В. Всё подчиняется времени. Осенние и зимние зарисовки // Литературная Пермь. 2024. № 35. С. 61—68.
- Вяткин В. В. Sancta simplicitas. Картинки с зимы и предзимья // Отечество. 28 декабря 2024. № 104. С. 7.
- Вяткин В. В. Пусть теплится свеча. Новые зимние впечатления // Отечество. 7 февраля 2025. № 6. С. 10.
- Вяткин В. В. Белый парус — символ романтики, чёрный листочек — символ беды. Зима не отпускает от себя // Отечество. 14 марта 2025. № 11. С. 11.
- Вяткин В. В. И свершит весна чудеса. Мартовские и апрельские зарисовки // Отечество. 16 мая 2025. № 20. С. 10.
- Вяткин В. В. Этот нескучный, волнующий май. Новые впечатления // Отечество. 30 мая 2025. № 22. С. 11.
- Вяткин В. В. Осталось только благодарить. Из май-июньского блокнота // Отечество. 27 июня 2025. № 26. С. 11.

## Церковные награды
- Орден преподобного Сергия Радонежского III степени[3]
- Медаль преподобного Сергия Радонежского I степени
- Медаль святого благоверного князя Даниила Московского[1]